# When We Left Earth: The NASA Missions
When We Left Earth: The NASA Missions (intitulé NASA's Greatest Missions: When We Left Earth au Royaume-Uni) est une mini-série documentaire de Discovery Channel composée de six épisodes documentant le programme spatial habité américain, des premiers vols du programme Mercury à la navette spatiale américaine et la construction de la Station spatiale internationale, en passant par les alunissages du programme Apollo et les missions du programme Gemini.
La mini-série a été créée en association avec la National Aeronautics and Space Administration (NASA) pour célébrer le cinquantième anniversaire de l'agence en 2008. 
Elle a été diffusée pour la première fois en juin 2008.